# Valentin von Greißing
Valentin von Greißing (* 1653 in Kronstadt; † 17. September 1701 ebenda) war ein siebenbürgischer Pädagoge, evangelischer Theologe und Philologe.

## Leben
Geboren als Sohn des Senators Christoph von Greißing, besuchte er das Gymnasium seiner Heimatstadt. Am 7. April 1674 immatrikulierte er sich an der Universität Wittenberg, wo er sich am 27. April 1676 den akademischen Grad eines Magisters erwarb, am 12. April 1677 wurde er Adjunkt an der philosophischen Fakultät, hielt Vorlesungen und trat dann eine Stelle als Lehrer am Gymnasium in Stettin an.
Am 12. April 1679 kehrte er in seine Heimat zurück und wurde dort am 7. Juli 1684 Rektor des Honterus-Gymnasiums in Kronstadt. Dort hielt er für die Gymnasiasten Vorlesungen zu unterschiedlichste Themen. Neben theologischen Fragen behandelte er die Metaphysik und die hebräische Grammatik. Daneben verfasste er auch Lehrbücher die bis ins 18. Jahrhundert in Siebenbürgen genutzt und gedruckt wurden.
Trotz widriger Schwierigkeiten, versuchte er für seine Schüler seine ganze Energie einzusetzen, wie es sein einstiger Schüler und späterer Professor an der Universität Halle Martin Schmeitzel es in seiner Dankrede zum Tode von Greißing erwähnte. Valentin von Greißing schlug trotz seines pädagogischen Engagements eine theologische Laufbahn ein. Am 11. November 1694 wurde er Pfarrer in Rosenau, bis er im September 1701 plötzlich an Schlagfluss in seiner Geburtsstadt verstarb.

## Werkauswahl
- Exercitatio academica prior de Atheismo opposita inprimis Renato des Cartes et Matthiae Knutzen. Wilck, Wittenberg 1677. (Digitalisat)
- Exercitatio academica posterior de Atheismo. Wilck, Wittenberg 1677. (Digitalisat)
- Disputationes exegetico-polemicae in compendium librorum theologicorum Leonardi Hutteri. Coronae 1693 typis L. Seuleri
- Compendium metaphysicum.
- Compendium Grammaticae Ebreae ex mente praecipuorum philologorum.
- Donatus latino germanicus tyronum caputi accomodatus oder Kinder-Donat, darinnen die angehenden Schulknaben bald nach gebrauchten ABC-Buch zum rechten aussprechen, Buchstabieren und Lesen fürnehmlich aber zum Declinieren und Conjugieren, dann zum Wortübersetzen, durch allerhand Exempel, Latein und Deutsch, aufs vorteilhafteste und Deutlichste angeführet und zur Grammatik fort angewiesen werden.